# Салтовское сельское поселение
Са́лтовское се́льское поселе́ние — муниципальное образование в составе Старополтавского района Волгоградской области.
Административный центр — село Салтово.

## История
Салтовское сельское поселение образовано 17 января 2005 года в соответствии с Законом Волгоградской области № 991-ОД.

## Население
| 2010 | 2012 | 2013 | 2014 | 2015 | 2016 | 2017 |
| ---- | ---- | ---- | ---- | ---- | ---- | ---- |
| 932  | ↘892 | ↘862 | ↘837 | ↘810 | ↘802 | ↘771 |
| 2018 | 2019 | 2020 | 2021 |      |      |      |
| ↘754 | ↘740 | ↘725 | ↘704 |      |      |      |

## Состав сельского поселения
| № | Населённый пункт | Тип населённого пункта       | Население |
| - | ---------------- | ---------------------------- | --------- |
| 1 | Салтово          | село, административный центр | ↘704      |